# Gabriel Serville
Gabriel Serville (ur. 27 września 1959 w Kajennie) – francuski polityk związany z Gujańską Partią Socjalistyczną. Od 16 czerwca 2012 do 1 sierpnia 2021 członek francuskiego Zgromadzenia Narodowego, gdzie reprezentował pierwszy okręg wyborczy Gujany Francuskiej. Burmistrz Matoury w latach 2014–2017. Od 2 lipca 2021 Prezydent Zgromadzenia Gujany Francuskiej.